# Girard Desargues
Gerard Desargues (Lyon, 21 de fevereiro de 1591 — Lyon, outubro de 1661) foi um matemático, arquiteto e engenheiro militar francês, precursor da geometria projetiva.

## Biografia

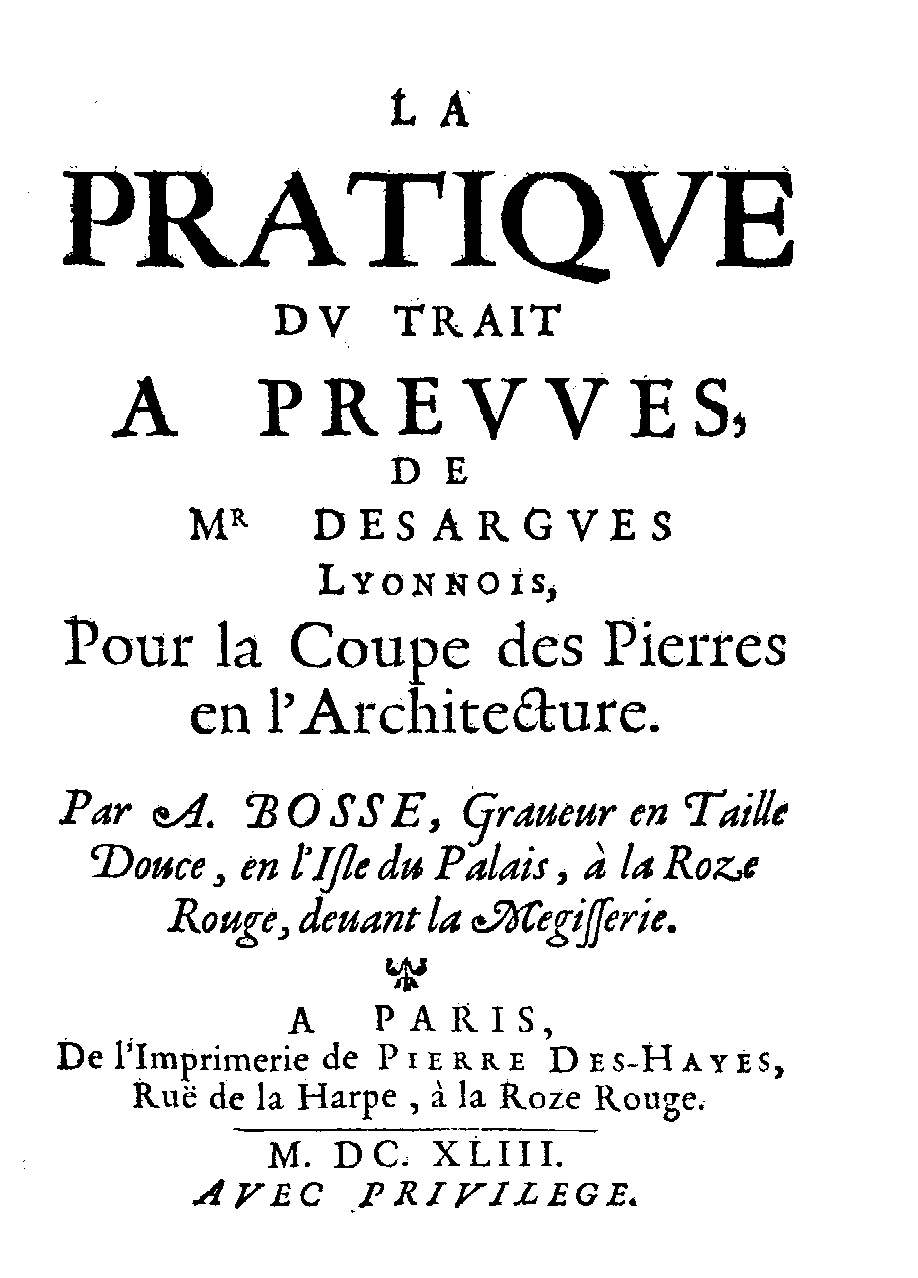
Pratique du trait a preuves (1643)

Estudou em Lyon, onde trabalhou como arquiteto. Ao se mudar para Paris, teve contato com os principais matemáticos de sua época, como Marin Mersenne (1588-1648), René Descartes (1596-1650), Étienne Pascal (1588-1651), Blaise Pascal (1623-1662) e Abraham Bosse (1604-1676). No século XVII, Gérard Desargues ensinava a técnica da perspectiva linear, utilizando o conceito de ponto de fuga, que ele próprio desenvolveu.
Tornou-se professor em Paris e oficial do corpo de engenheiros. Na época, não recebeu o reconhecimento merecido como matemático. Sua principal obra, Brouillon projet d'une atteinte aux événements des rencontres d'un cône avec un plan (1639), trata das propriedades invariantes das seções cônicas.
Depois de projetar vários edifícios públicos e privados em Paris e Lyon, encerrou sua carreira de arquiteto (1645). Publicou L'oeuvre mathématique de Desarques (1951), editado por René Taton, Paris. Durante sua vida morou entre Paris e Lyon, mas morreu em sua cidade natal, deixando como um dos seus trabalhos mais conhecidos o Teorema de Desargues. Jean-Victor Poncelet (1788-1867) retomou seus conceitos, estabelecendo a geometria projetiva.